# Bom Jesus do Galho
Pour les articles homonymes, voir Bom Jesus.
Bom Jesus do Galho est une municipalité brésilienne de l'État du Minas Gerais et la microrégion de Caratinga.